# 22e regering van Israël
De 22e regering (ook bekend als het kabinet–Shamir II of het kabinet Shamir–Peres II) was de uitvoerende macht van de Staat Israël van 20 oktober 1986 tot 22 december 1988. Premier Yitzhak Shamir (Likoed) stond aan het hoofd van een coalitie van Likoed, de Arbeidspartij, Mapam, de Nationaal-Religieuze Partij, Shas, Shinui, Samen, het Verenigd Thora-Jodendom en Moed.

## Ambtsbekleders
| Ambtsbekleder                           | Ambtsbekleder             | Ambtsbekleder                                                | Functie                                           | Ambtstermijn      | Ambtstermijn     | Partij                       |
| --------------------------------------- | ------------------------- | ------------------------------------------------------------ | ------------------------------------------------- | ----------------- | ---------------- | ---------------------------- |
|                                         | Yitzhak Shamir            | Yitzhak Shamir יִצְחָק שָׁמִיר (1915–2012)                         | Premier                                           | 20 oktober 1986   | 13 juli 1992     | Likoed                       |
|                                         | Shimon Peres              | Shimon Peres שִׁמְעוֹן פֶּרֶס (1923–2016)                           | Vicepremier                                       | 20 oktober 1986   | 15 maart 1990    | Arbeidspartij                |
| Minister van Buitenlandse Zaken         | Shimon Peres              | Shimon Peres שִׁמְעוֹן פֶּרֶס (1923–2016)                           | 22 december 1988                                  | 20 oktober 1986   |                  | Arbeidspartij                |
|                                         | David Levy                | David Levy דוד לוי (1937)                                    | Vicepremier                                       | 1 november 1981   | 13 juli 1992     | Likoed                       |
| Minister van Huisvesting en Constructie | David Levy                | David Levy דוד לוי (1937)                                    | 15 januari 1979                                   | 11 juni 1990      |                  | Likoed                       |
|                                         | Yitzhak Navon             | Yitzhak Navon יצחק נבון (1921–2015)                          | Vicepremier                                       | 13 september 1984 | 15 maart 1990    | Arbeidspartij                |
| Minister van Onderwijs en Cultuur       | Yitzhak Navon             | Yitzhak Navon יצחק נבון (1921–2015)                          |                                                   | 13 september 1984 | 15 maart 1990    | Arbeidspartij                |
|                                         | Yitzhak Rabin             | Rav Aluf Yitzhak Rabin יִצְחָק רַבִּין (1922–1995)                 | Minister van Defensie                             | 13 september 1984 | 15 maart 1990    | Arbeidspartij                |
|                                         | Itzhak Peretz             | Itzhak Peretz יצחק פרץ (1938)                                | Minister van Binnenlandse Zaken                   | 24 december 1984  | 7 januari 1987   | Shas                         |
|                                         | Yitzhak Shamir            | Yitzhak Shamir יִצְחָק שָׁמִיר (1915–2012)                         | Minister van Binnenlandse Zaken                   | 7 januari 1987    | 22 december 1988 | Likoed                       |
|                                         | Moshe Nissim              | Moshe Nissim יורם ארידור (1935)                              | Minister van Financiën                            | 16 april 1986     | 22 december 1988 | Likoed                       |
|                                         |                           | Abraham Sharir אברהם שריר (1932–2017)                        | Minister van Justitie                             | 30 juli 1986      | 22 december 1988 | Likoed                       |
| Minister van Toerisme                   | 11 augustus 1981          | Abraham Sharir אברהם שריר (1932–2017)                        |                                                   |                   | 22 december 1988 | Likoed                       |
|                                         | Ariel Sharon              | Aluf Ariel Sharon אֲרִיאֵל שָׁרוֹן (1928–2014)                     | Minister van Economie                             | 13 september 1984 | 20 februari 1990 | Likoed                       |
|                                         | Shoshana Arbeli-Almozlino | Shoshana Arbeli- Almozlino שושנה ארבלי-אלמוזלינו (1923–2015) | Minister van Volksgezondheid                      | 20 oktober 1986   | 22 december 1988 | Arbeidspartij                |
|                                         | Moshe Katsav              | Moshe Katsav משה קצב (1945)                                  | Minister van Arbeid en Sociale Zaken              | 13 september 1984 | 22 december 1988 | Likoed                       |
|                                         |                           | Chaim Corfu חיים קורפו (1921–2015)                           | Minister van Vervoer                              | 5 augustus 1981   | 22 december 1988 | Likoed                       |
|                                         |                           | Arie Nehemkin אריה נחמקין (1925)                             | Minister van Landbouw                             | 13 september 1984 | 22 december 1988 | Mapam                        |
|                                         | Moshe Shahal              | Moshe Shahal משה שחל (1934)                                  | Minister van Infrastructuur en Energie            | 13 september 1984 | 15 maart 1990    | Arbeidspartij                |
|                                         | Chaim Bar-Lev             | Rav Aluf Chaim Bar-Lev חיים בר-לב (1924–1994)                | Minister van Openbare Veiligheid                  | 13 september 1984 | 15 maart 1990    | Arbeidspartij                |
|                                         |                           | Yaakov Tzur יעקב צור (1937)                                  | Minister van Immigratie                           | 13 september 1984 | 22 december 1988 | Arbeidspartij                |
|                                         | Gideon Patt               | Gideon Patt גדעון פת (1933–2020)                             | Minister van Wetenschap en Ontwikkelingen         | 13 september 1984 | 22 december 1988 | Likoed                       |
|                                         |                           | Zevulun Hammer זבולון המר (1936–1998)                        | Minister van Religieuze Zaken                     | 5 oktober 1986    | 11 juni 1990     | Nationaal- Religieuze Partij |
|                                         | Amnon Rubinstein          | Amnon Rubinstein אמנון רובינשטיין (1931)                     | Minister van Communicatie                         | 13 september 1984 | 27 mei 1987      | Shinui                       |
|                                         |                           |                                                              | Minister van Communicatie                         | Vacant            |                  |                              |
|                                         | Gad Yaacobi               | Gad Yaacobi גד יעקבי (1935–2007)                             | Minister van Communicatie                         | 10 juni 1987      | 15 maart 1990    | Arbeidspartij                |
|                                         | Gad Yaacobi               | Gad Yaacobi גד יעקבי (1935–2007)                             | Minister zonder portefeuille (Economisch Beleid)  | 13 september 1984 | 22 december 1988 | Arbeidspartij                |
|                                         |                           | Yigael Hurvitz יִגָּאֵל הורביץ (1918–1994)                       | Minister zonder portefeuille (Handel Beleid)      | 13 september 1984 | 22 december 1988 | Moed                         |
|                                         |                           | Josef Shapira יוסף שפירא (1926–2013)                         | Minister zonder portefeuille (Onderwijs Zaken)    | 13 september 1984 | 22 december 1988 | Nationaal- Religieuze Partij |
|                                         | Ezer Weizman              | Aluf Ezer Weizman עזר ויצמן (1924–2005)                      | Minister zonder portefeuille (Defensie Beleid)    | 13 september 1984 | 22 december 1988 | Samen                        |
|                                         | Moshe Arens               | Moshe Arens משה ארנס (1925–2019)                             | Minister zonder portefeuille (Buitenlandse Zaken) | 4 september 1984  | 18 april 1988    | Likoed                       |
|                                         | Itzhak Modai              | Itzhak Modai יצחק מודעי (1926–1998)                          | Minister zonder portefeuille (Energie Beleid)     | 20 oktober 1986   | 22 december 1988 | Likoed                       |
|                                         | Itzhak Peretz             | Itzhak Peretz יצחק פרץ (1938)                                | Minister zonder portefeuille (Binnenlandse Zaken) | 7 januari 1987    | 22 december 1988 | Shas                         |
|                                         | Motta Gur                 | Rav Aluf Motta Gur מוטה גור (1930–1995)                      | Minister zonder portefeuille (Kabinetszaken)      | 17 april 1987     | 15 maart 1990    | Arbeidspartij                |